# Tomáš Buldra
Tomáš Buldra (* 26. května 1982) je bývalý český fotbalista, záložník.

## Fotbalová kariéra
V české lize hrál za FK Chmel Blšany. Nastoupil ve 14 ligových utkáních. Gól v lize nedal. V nižších soutěžích hrál i za Bohemians Praha 1905, SK Spolana Neratovice a SK Horní Měcholupy.

## Ligová bilance
| Ročník                          | Zápasy | Góly | Klub                  |
| ------------------------------- | ------ | ---- | --------------------- |
| Gambrinus liga 1998/99          | 1      | 0    | FK Chmel Blšany       |
| 2. česká fotbalová liga 2002/03 | 25     | 1    | SK Spolana Neratovice |
| Gambrinus liga 2004/05          | 10     | 0    | FK Chmel Blšany       |
| Gambrinus liga 2005/06          | 3      | 0    | FK Chmel Blšany       |
| Česká fotbalová liga 2005/06    | -      | -    | Bohemians Praha 1905  |
| CELKEM 1. liga                  | 14     | 0    |                       |